# Чирри, Джованни Баттиста
Джованни Баттиста Чирри (итал. Giovanni Battista Cirri; 1 октября 1724 года, Форли, Папская область — 11 июня 1808 года, там же) — итальянский композитор, органист и виолончелист.

## Биография
Джованни Баттиста Чирри родился 1 октября 1724 года в Форли, в Папской области. Обучался музыке вместе с братом, Игнацио Чирри. В 1739 году принял духовный сан, однако решил продолжить карьеру музыканта и композитора и завершил образование в Болонье, где учился вместе с Джованни Баттистой Мартини.
В 1759 году получил место органиста в кафедральном соборе Форли. В том же году получил звание академика и стал членом Академии Филармоника в Болонье.
В начале 1760-х годов в Париже опубликовал свои первые сочинения, в том числе «Симфонию», с которой он выступил на одном из так называемых духовных концертов 5 апреля 1763 года.
В 1764 году переехал в Лондон, где поступил музыкантом в оркестр герцога Йоркского, а после получил место дирижёра в оркестре герцога Глостерского, брата Георга III, короля Великобритании.
Его первое публичное выступление в Лондоне состоялось 16 мая 1764 года. Он также аккомпанировал во время концертов Вольфгангу Амадею Моцарту, Иоганну Христиану Баху и Карлу Фридриху Абелю.
Во время пребывания в Лондоне композитор написал множество произведений для виолончели, в том числе знаменитые «Три сонаты для виолончели и баса».
В 1780-е годы Джованни Баттиста Чирри вернулся в Форли, чтобы помочь своему больному брату, служившему капельмейстером кафедрального собора.
В 1782 году он был приглашён на место главного виолончелиста в Театро деи Фьорентини в Неаполе. Он завершил свою карьеру капельмейстером в кафедральном соборе, сменив на этом месте своего брата в 1787 году.
Джованни Баттиста Чирри умер 11 июня 1808 года в Форли. В 2008 году в память 200-летия со дня смерти композитора в его родном городе был дан концерт, на котором его сочинения исполнили виолончелист Леонардо Сезенна и пианист Филиппо Пантьери.